# 마우리치오 미켈리

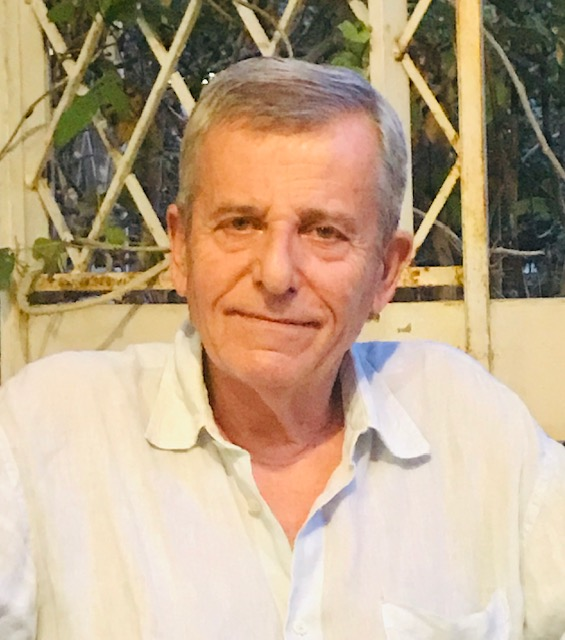
미켈리, 2020

마우리치오 미켈리(Maurizio Micheli, 1947년 2월 3일 ~ )는 이탈리아의 배우, 각본가이다.
리보르노에서 태어났다.

## 영화
- 쿼 바도? (2015년)
- 우먼 드라이브 미 크레이지 (2013년)
- 세잔느 어페어 (2009년)
- 왈츠 (영화)|왈츠 (2007년)
- 살인 사건 소동 (1987년)
- 알레그로 논 트로포 (1976년)